# Олару, Мария
Мария Олару (рум. Maria Olaru; 4 июня 1982, Фэлтичени) — румынская гимнастка. Чемпион Олимпийских игр 2000 года в Сиднее в командном первенстве. Серебряный призёр Олимпийских игр 2000 в многоборье. Чемпион мира 1999 года в командном первенстве и многоборье. Чемпион Европы 1998 года в командном первенстве.